# 군도 (1961년 영화)
《군도》는 1961년 공개된 대한민국의 영화이다.

## 배역
- 최무룡 : 검 역
- 문정숙 : 솔 역
- 최은희 : 구슬 역
- 허장강 : 곤 역
- 김승호
- 전계현
- 이업동